# تاليك (آراغاتسوتن)
مدينة تاليك (بالإنجليزية: Tllik)‏ هي إحدى المدن التابعة لمقاطعة آراغاتسوتن في أرمينيا. يقدر عدد سكانها بـ 108 نسمة حسب الإحصاء الذي جرى عام 2011. معظم سكانها من اليزيدية.